# Eriopyga descolei
Eriopyga descolei är en fjärilsart som beskrevs av Köhler 1947. Eriopyga descolei ingår i släktet Eriopyga och familjen nattflyn. Inga underarter finns listade i Catalogue of Life.